# Върбан Джамбов
Върбан Павлов Джамбов е български инженер и политик от БКП, герой на социалистическия труд, заслужил деятел на техниката (1974).

## Биография
Роден е на 1 май 1920 г. в правешкото село Разлив. Започва работа още на 13 години като чирак колониален магазин в София. След това е амбулантен търговец на сладолед, шоколад и бонбони. След това се връща и започва работи в Ботевград. През 1948 г. става бригадир на Машинно-тракторна станция „Елин Пелин“ в града. От 1949 до 1954 г. учи задочно в Механотехникума в София. Между 1954 и 1957 г. учи машинно инженерство във ВИМЕС, днес Русенски университет. В периода 1957 – 1962 г. е главен инженер на машинно-тракторна станция в Ботевград. След това става директор на Централната експериментална база за изработване и експериментиране на нови селскостопански машини. От 1969 е директор на Завода за резервни части в Ботевград. С указ№ 812 от 23 август 1969 г. е обявен за герой на социалистическия труд. От 1971 до 1972 г. е генерален директор на ДСО „Строителна техника“. Между 1972 и 1974 г. е заместник-министър на земеделието. След това до 1976 г. е председател на Комитетът за селскостопанска техника. От 1976 до 1978 г. е председател на Комитета по транспортно, селскостопанско и строително машиностроене.
През 1978 – 1979 г. става председател на Комитета по селскостопанско машиностроене и механизация на селското стопанство към Министерството на земеделието. По-късно е заместник-председател и ръководи направление „Селскостопанско машиностроене и механизация на селскостопанското производство“ на НАПС. През 1981 г. става заместник-министър на машиностроенето и електрониката и главен конструктор на селскостопанското машиностроене. Член на Бюрото на ОК на БКП в Ботевград. От 2 април 1976 до 4 април 1981 г. е кандидат-член на ЦК на БКП, а от 4 април 1981 до 5 април 1986 г. е член на ЦК на БКП. Награждаван е с ордените „Червено знаме на труда“ (1959), три ордена „Георги Димитров“ (1962, 1969, 1980) и други.